# Pimen (imię)
Pimen – imię męskie pochodzenia greckiego. Zostało utworzone od rzeczownika poimën, który znaczy „pasterz, nauczyciel”.
Imię popularne u wiernych obrządku wschodniego, być może wynika to z nawiązania do biblijnej przypowieści o zaginionej owcy i o dobrym pasterzu. W Polsce imię to jest nieznane.
Pimen imieniny obchodzi 24 marca, 9 września, 2 grudnia.
Odpowiedniki w innych językach:
- łacina – Pimenus
- rosyjski – Pimin, Pimen.

## Osoby noszące imię Pimen
- Pimen (męczennik rzymski)[1].